# Concertino de Janáček

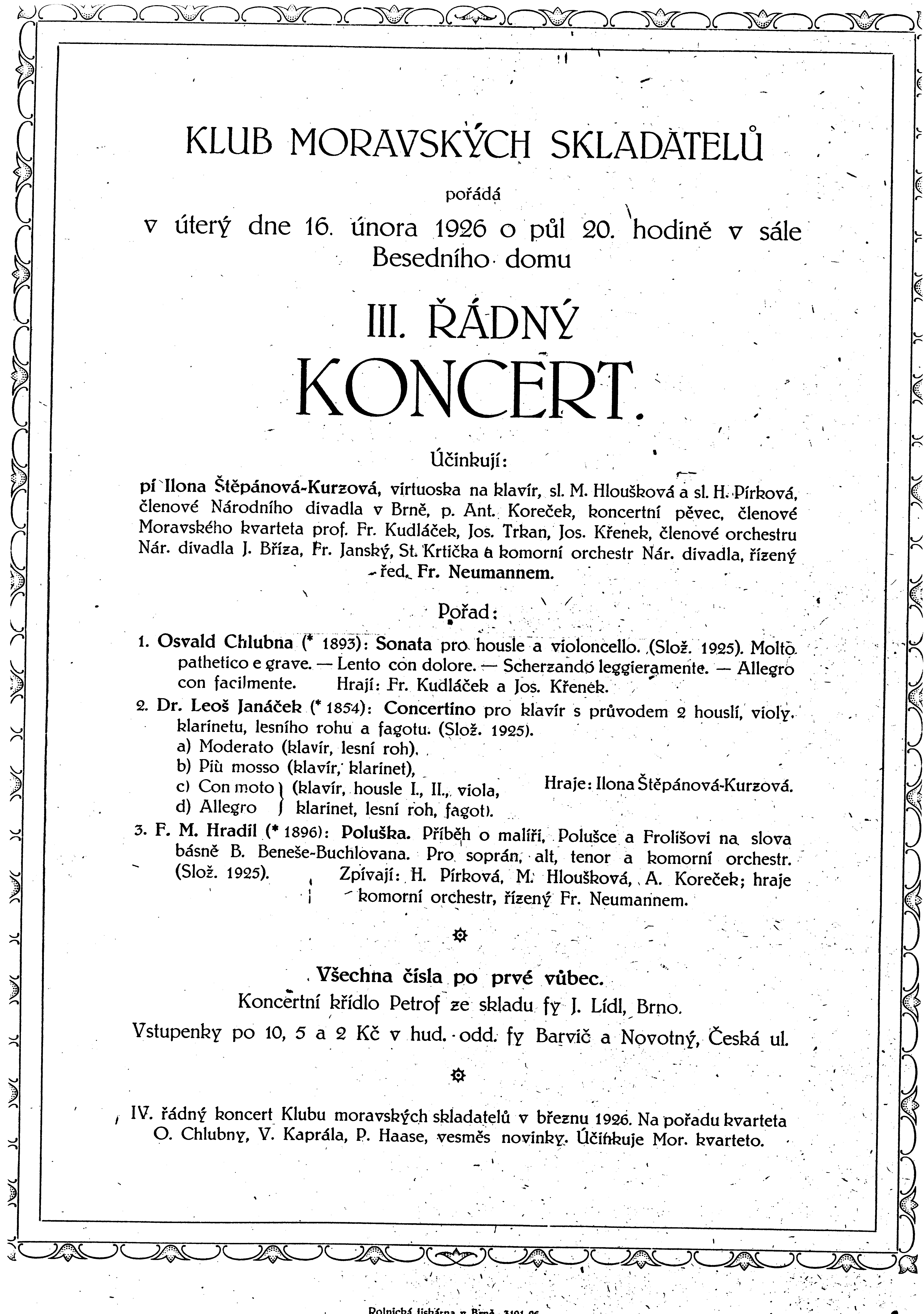
.

Le concertino pour piano, deux violons, alto, clarinette, cor et basson est une œuvre de Leoš Janáček écrite pour ensemble de chambre en 1925.
Il s'agit d'une œuvre de la maturité du compositeur. Ce dernier a écrit plusieurs œuvres pour ensemble de chambre avec vents durant la même période, Mládí (Jeunesse), une suite pour sextuor (1924) ainsi qu'un capriccio pour la main gauche et ensemble à vent (1926).
Il se compose de quatre mouvements et son exécution demande environ un quart d'heure.
- Moderato
- Più mosso
- Con moto
- Allegro

Le concertino décrit un ensemble de scènes pastorales. Le premier mouvement représente un hérisson tentant de rejoindre son terrier. Le second peint la fuite d'un écureuil rattrapé par le musicien. Le troisième imite le chant des oiseaux nocturnes. Le dernier mouvement combine les thèmes des trois premiers.